# Иванов, Пётр Фёдорович
Пётр Фёдорович Иванов (23 октября 1921, посёлок Большая Вергунка, город Луганск — 6 июля 1997) — украинский поэт, переводчик. кандидат филологических наук (1956). Отец киноактёра Сергея Иванова.

## Биография
Участник Великой Отечественной войны с марта 1944 года, лейтенант, командир огневого взвода 4-й батареи 1988-го малокалиберного зенитного артполка. Член ВКП(б) с 1943 года.
В 1952 году окончил Киевский университет. Преподавал в Киевском университете, был на партийной работе.
В 1966—1981 годах — сотрудник Института литературы имени Тараса Шевченко АН УССР. В 1981—1988 годах возглавлял издательство «Дніпро».
Скончался 6 июля 1997 года, похоронен на Байковом кладбище.

### Семья
Женой Петра Федоровича была Иванова (Жовтобрюх) Жанетта Михайловна, ученая-химик (1928—1993), дочь выдающегося лингвиста Жовтобрюха Михаила Андреевича. Сын Иванов Сергей Петрович (1951—2000) был известным киноактером, дочь Пишая Лариса Петровна (р.1964) — известная художница.

## Награды
- орден Отечественной войны II степени (11.03.1985)
- орден Красной Звезды (18.10.1944)
- орден «Знак Почёта» (24.11.1960)
- медали

## Творчество
Публикации с 1938 года.
Сборники стихов:
- «Моя анкетна відповідь» (1962).
- «Казка про ключі» (1963).
- «Травнева напруга» (1966).
- «Єдиний вимір» (1969).
- «Срібна траса» (1975).
- «Колиска материнських рук» (1989).

Переводил на украинский язык стихи Александра Пушкина, Александра Блока, Леонида Мартынова.